# Reinhold R. Geilsdörfer
Reinhold Richard Geilsdörfer (* 1950 in Boxberg-Wölchingen) ist ein deutscher Ingenieur und ehemaliger Hochschullehrer. Er war von 2010 bis Ende Januar 2016 Präsident der Dualen Hochschule Baden-Württemberg (DHBW) und ist seit Februar 2016 als Geschäftsführer der Dieter-Schwarz-Stiftung für den gesamten Hochschulbereich der Stiftung verantwortlich.

## Leben
Geilsdörfer erlangte nach einer Kraftfahrzeuglehre über den 2. Bildungsweg das Abitur und studierte anschließend Physik und Maschinenbau an der Universität Stuttgart. Nach dem Studienabschluss als Diplomingenieur wurde er wissenschaftlicher Mitarbeiter an derselben Universität. Von 1977 bis 1981 war er Referent in den Ministerien für Arbeit und Umwelt des Landes Baden-Württemberg. 1981 nahm er den Ruf als Professor und Studiengangsleiter der Berufsakademie Mosbach an, deren Direktor er 2005 wurde. Zuvor war er dort 10 Jahre lang stellvertretender Direktor. Mit der Gründung der Dualen Hochschule Baden-Württemberg wurde er 2009 Rektor des Standortes Mosbach und Vorsitzender der Rektorenkonferenz der neuen Hochschule. Im Jahr 2010 folgte die Ernennung zum Präsidenten dieser Institution, der er bis Ende Januar 2016 vorstand. In seine Amtszeit als Präsident fiel die Ansiedlung eines eigenständigen Standorts der DHBW in Heilbronn, der später durch das Center for Advanced Studies erweitert wurde und die Masterstudiengänge der DHBW koordiniert. In diesem Zusammenhang wurde gegen Geilsdörfer wegen Vorteilsnahme ermittelt; das Verfahren ist inzwischen eingestellt. Zum 1. Februar 2016 wurde Arnold van Zyl sein Nachfolger im Amt des DHBW-Präsidenten.
Seit Februar 2016 ist Geilsdörfer Geschäftsführer der Dieter-Schwarz-Stiftung. Vor seiner Ernennung zum Geschäftsführer und damit während seiner Amtszeit als Präsident der DHBW war er bereits für die Stiftung tätig; ein möglicher Verstoß gegen das Nebentätigkeitsrecht in diesem Zusammenhang wurde 2016 geprüft.